# 국도 제49호선 (일본)

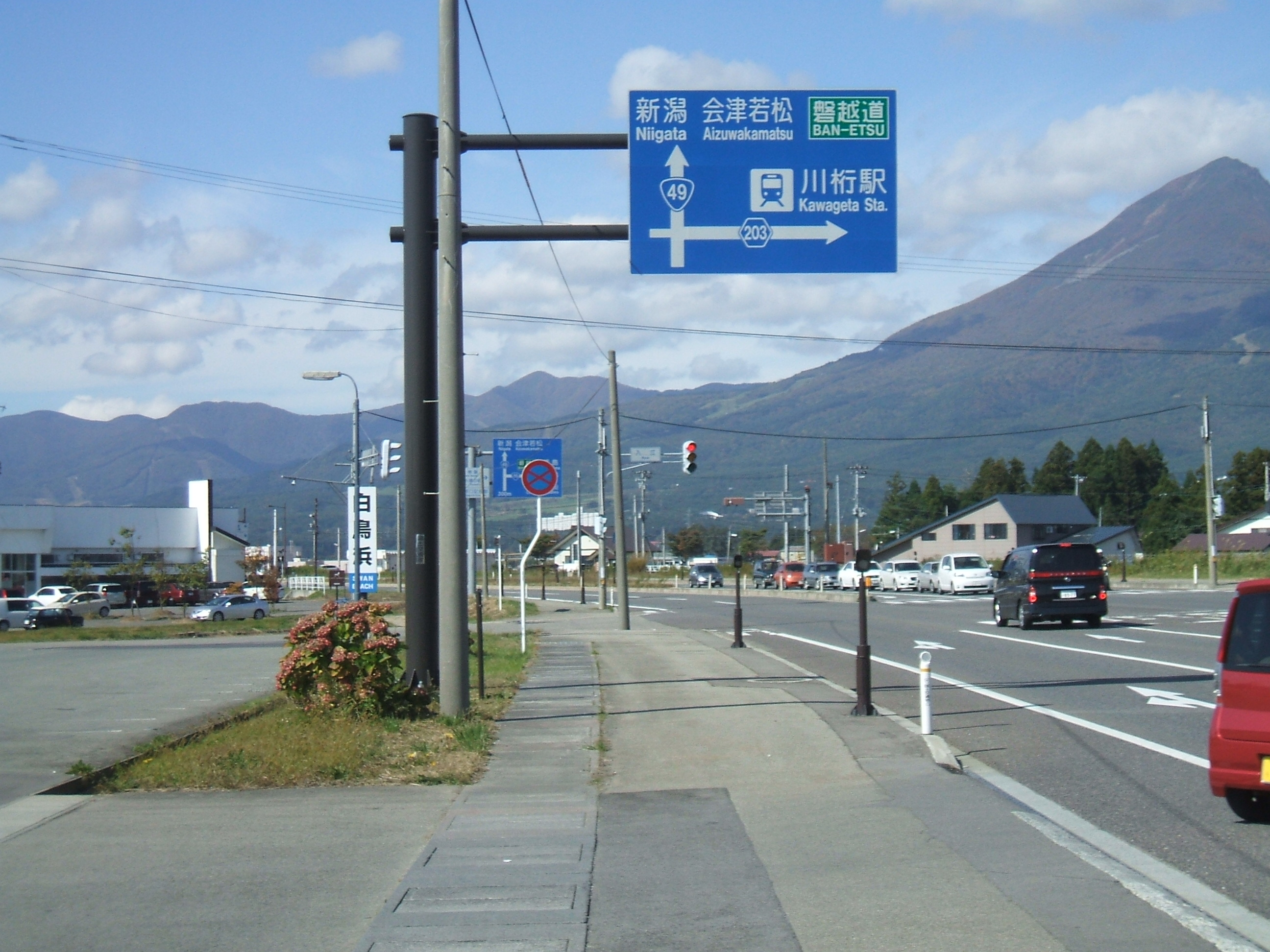
후쿠시마현 야마군 이나와시로정 가타타 인접 지역.

일본 49번 국도(일본어: 国道49号→국도 49호)는 후쿠시마현 이와키시에서 니가타현 니가타시 주오구까지 이어지는 일반국도 노선이다. 그러나 이 도로의 총 연장 중에서 실제 연장은 246.1 km, 현도도 역시 237.8 km로 구성되어 있다.

## 연혁
- 1953년 5월 18일 : 2급 국도 제115호선인 니가타다이라선(新潟平線, 니가타시 ~ 다이라시[1])으로 처음 지정 시행
- 1963년 4월 1일 : 이 도로가 1급 국도로 승격됨과 동시에 번호도 역시 49호선으로 변경 시행, 다만 국도 제115호선은 후쿠시마현 소마시에서 야마군 이나와시로정 구간으로 대체.
- 1965년 4월 1일 : 1급 국도에서 일반 국도로 전환

## 통과하는 지자체
- 후쿠시마현 : 이와키시 - 이시카와군 히라타촌 - 고리야마시 - 야마군 이나와시로정 - 아이즈와카마쓰시 - 가와누마군 (유가와촌 - 아이즈반게정 - 야나이즈정) - 야마군 니시아이즈정
- 니가타현 : 히가시칸바라군 아가정 - 아가노시 - 니가타시 (고난구 - 주오구)

## 접촉 가능한 도로
- 국도 제4호선
- 국도 제6호선
- 국도 제7호선
- 국도 제8호선
- 국도 제349호선
- 국도 제115호선
- 국도 제294호선
- 국도 제118호선
- 국도 제121호선
- 국도 제252호선
- 국도 제400호선
- 국도 제459호선
- 국도 제260호선
- 국도 제460호선
- 국도 제403호선